# Klaus-Rainer Rupp

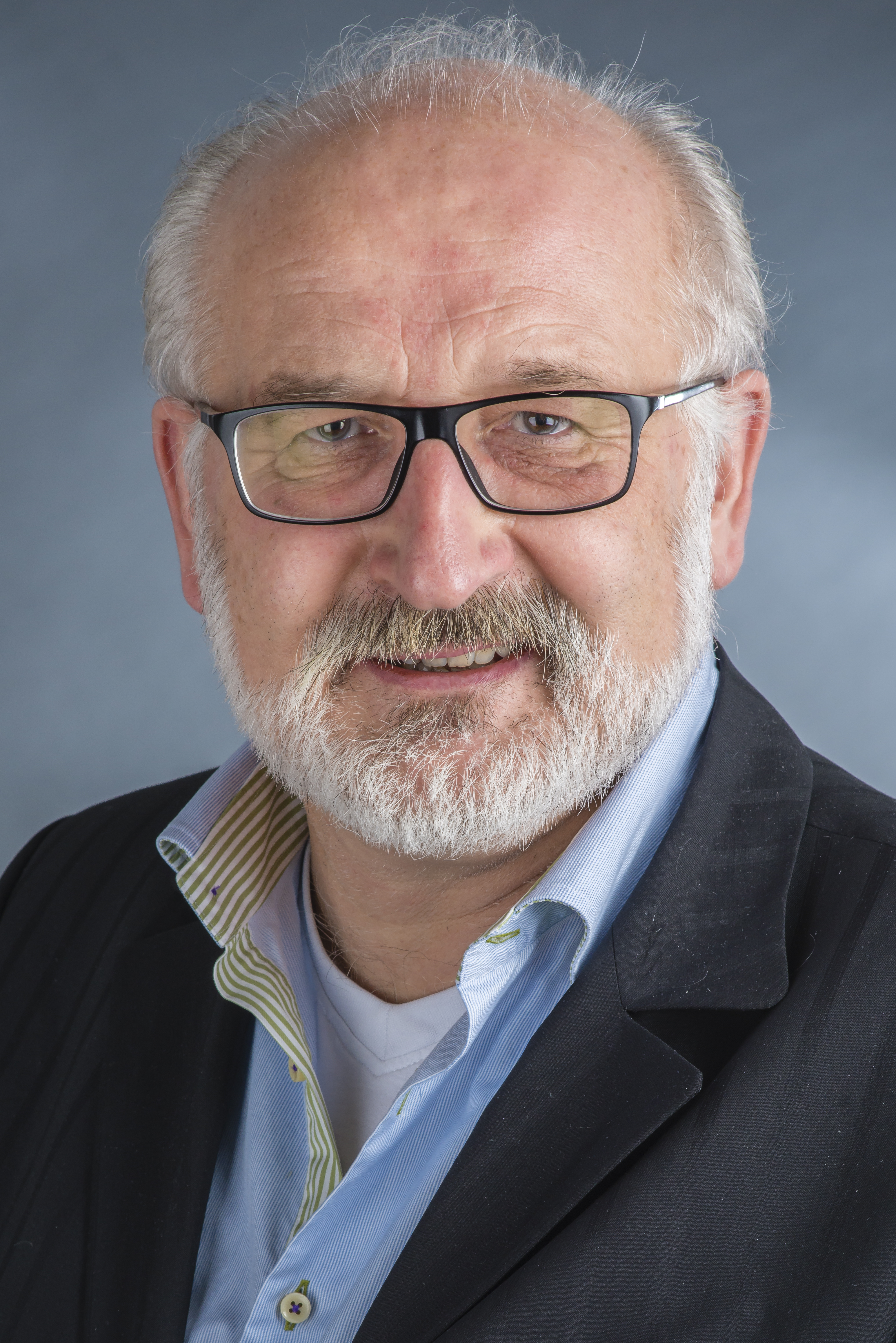
Klaus-Rainer Rupp 2015

 Klaus-Rainer Heinrich Wilhelm Rupp (* 21. Februar 1955 in Neuhaus) ist ein deutscher Politiker (Die Linke) und seit 2007 Abgeordneter der Bremischen Bürgerschaft. 

## Biografie

### Ausbildung und Beruf
Rupp absolvierte nach der Hauptschule eine Ausbildung zum Chemiefacharbeiter. Im Anschluss besuchte er eine Berufsaufbauschule und die Fachoberschule, die er mit dem Fachabitur beendete. Nach seinem Wehrdienst besuchte er die Fachhochschule und beendete diese als Diplomingenieur für Verfahrenstechnik. Seit 1984 ist er selbständig als Ingenieur für Steuerungstechnik tätig.

### Politik
Rupp war bereits Parteimitglied bei der SPD und der DKP. Er ist seit 1992 Mitglied der PDS (später Die Linke). Innerhalb seiner Partei war er von 1995 bis 1998 und von 2002 bis 2005 als Landesvorsitzender tätig. Danach war er bis 2007 Landessprecher der PDS und kommunalpolitisch von 1999 bis 2007 Mitglied im Beirat Östliche Vorstadt. Rupp ist ehrenamtlicher Finanzreferent bei attac.
Er ist seit der Bürgerschaftswahl von 2007 Mitglied der Bremischen Bürgerschaft.

Er vertritt seit der 18. Wahlperiode seine Fraktion in den Ausschüssen:
Haushalt und Finanzen, Rechnungsprüfung, Häfen, Umweltbetriebe sowie dem neugegründeten parlamentarischen Untersuchungsausschuss 'Klinikneubau'.
Er war Mitglied in den Deputationen für Umwelt, Bau, Verkehr und Stadtentwicklung sowie Wirtschaft, Arbeit und Häfen. Seit 2019 hat Rupp den Vorsitz des Controllingausschusses (Land und Stadt) und des Rechnungsprüfungsausschusses (Land) inne. Im Haushalts- und Finanzausschuss ist er stellvertretender Vorsitzender.
Rupp gilt als Kritiker der Schuldenbremse und setzt sich für die Abschaffung des in der Landesverfassung verankerten Verbots der Neuverschuldung ein. Als Mitglied der rot-grün-roten Landesregierung unterstützte er die Aussetzung der Schuldenbremse für die Aufnahme neuer Kredite zur Bekämpfung der Folgen der Corona-Pandemie. Außerdem setzt er sich für die Finanzierung von Klimaschutzmaßnahmen in Bremen sowie Unterstützungen für Privathaushalte, Vereine, Kultureinrichtungen und städtische Betriebe in der Energiepreiskrise ein.